# Nicola Coluzzi
Nicola (Niccolo o Nicolò) Coluzzi (Roma, ... – ...; fl. XVIII secolo) è stato un librettista italiano.

## Biografia
Fu abate, poeta e drammaturgo probabilmente romano. Attivo a Torino e Roma neglia anni Trenta del Settecento, appartenne anche agli ambienti ecclesiastici e culturali di Ferrara. Le poche notizie sulla sua identità si apprendono dal frontespizio delle sue Poesie varie pubblicate a Venezia nel 1777. Fu membro dell'Accademia dell'Arcadia con il nome di Ormindo Leuctronio e scrisse alcuni drammi musicati da Nicola Porpora, Gioacchino Cocchi e Giuseppe Scarlatti.

## Opere
Arminio (musica di Gioacchino Cocchi, 1749; Bernardo Ottani, 1781-1784)
Arminio in Germania (musica di Giuseppe Scarlatti, 1741)
Il Conte di Majanca ovvero Lindana (musica di Gioacchino Coluzzi, 1856)
Germanico (musica di Andrea Bernasconi, 1744)
Germanico in Germania (musica di Nicola Porpora, 1732; Carlo Monza, 1770)
Poesie Varie / del Signor Abate / Niccola Coluzzi / romano / tra gli arcadi / Ormindo Leuctronio / Uno già de' XI. colleghi d'Arcadia, e commissario / della reverenda camera appostolica / in Ferrara - Venezia 1777